# Nguyễn Ngọc Loan
Nguyễn Ngọc Loan (Huế, 11 de desembre de 1930 - Burke (Virgínia), 14 de juliol de 1998) fou cap de la Policia Nacional del Vietnam del Sud. Loan va guanyar-se la fama internacional quan va publicar-se una fotografia on s'apreciava com executava Nguyễn Văn Lém, un presoner desarmat membre del Việt Cộng. La fotografia va ser presa l'1 de febrer de 1968 davant de Võ Sửu, un càmera de la NBC, i Eddie Adams, fotògraf d'Associated Press. La imatge (titulada "General Nguyen Ngoc Loan executant a un presoner del Viet Cong a Saigon") i la pel·lícula es van convertir en imatges famoses del periodisme contemporani americà.

## Biografia

### Execució del presoner
General Nguyen Ngoc Loan executant un presoner del Viet Cong a Saigon fou una fotografia presa per Eddie Adams l'1 de febrer de 1968. S'hi aprecia com Loan, cap de la Policia Nacional de la República del Vietnam, executa un capità dels esquadrons de la mort de Việt Cộng, Nguyễn Văn Lém (anomenat també Capità Bảy Lốp), a Saigon, en el transcurs de l'Ofensiva del Tet.
Al voltant de les 4:30 del matí Lém va liderar una unitat de sabotatge, juntament amb tancs del Việt Cộng, per atacar un camp militar a Go Vap. Després que les tropes del nord aconseguissin el control de la base, Lém va arrestar el tinent coronel Nguyen Tuan, juntament amb la seva família, i els va obligar a ensenyar-li com conduir els tancs d'allí. Quan Tuan va refusar de cooperar, Lém va assassinar-lo a ell i a tota la seva família, inclosa la seva mare de 80 anys. L'únic supervivent fou un nen de deu anys, que va quedar greument ferit.
Lém fou capturat al costat d'una fossa comuna amb 34 cossos de civils. Posteriorment Lém va admetre que estava orgullós d'haver donat l'ordre de matar aquella gent. Havent presenciat la mort d'un dels seus oficials, juntament amb la seva esposa i els tres fills a sang freda, quan Lém fou capturat i portat davant seu, el General Loan va executar-lo sumàriament utilitzant la seva arma personal, una Smith & Wesson Model 38 "Airweight" del cal·libre .38 Special, davant del fotògraf Eddie Adams i el càmera de televisió Vo Suu. La fotografia i el vídeo es van publicar a tot el món, galvanitzant el moviment anti-bel·licista.
La fotografia va fer guanyar a Adams el Premi Pulitzer del 1969, tot i que posteriorment lamentaria el seu impacte. La imatge va esdevenir una icona dels contraris a la guerra. Posteriorment, Adams escriuria al Time:

El general (Loan) va matar el Viet Cong; jo vaig matar el general amb la meva càmera. Encara les fotografies són l'arma més poderosa del món. La gent se les creu, però les fotografies poden mentir, fins i tot sense manipulació. Només són mitges veritats. El que la fotografia no ens diu és: "Què faries tu si fossis el general en aquell moment i en aquell lloc d'aquell dia calorós, quan enganxes l'anomenat "dolent" després que es carregués un, dos o tres soldats americans?"
Adams, més tard, demanaria perdó en persona al General Nguyễn i a la seva família pel mal que havia fet a la seva reputació. Quan Loan va morir de càncer a Virgínia, Adams digué d'ell: "El tio (guy en anglès) era un heroi. Amèrica hauria d'estar plorant. Només puc fer que odiar que hagi marxat d'aquesta manera, sense que la gent en sàpiga res d'ell."

### Vida posterior
Uns mesos després de presa la fotografia de l'execució, Loan fou ferit greument per foc de metralladora, resultant en l'amputació d'una cama. De nou, la seva fotografia va colpir la premsa mundial, aquest cop quan el corresponsal australià Pat Burgess el va retornar cap a les línies amigues. A més de la seva carrera militar, Loan era un gran defensor de la construcció d'hospitals.
El 1975, en el transcurs de la caiguda de Saigon, Loan va abandonar Vietnam del Sud, traslladant-se als Estats Units, on va obrir una pizzeria a Burke (Virgínia), anomenat "Les Trois Continents." El 1991 va ser obligat a jubilar-se quan va ser reconegut i la seva identitat pública. El fotògraf Eddie Adams recordava que, en la seva darrera visita a la pizzeria, havia vist escrit en una paret del lavabo, "Sabem qui ets, fill de puta".
Nguyễn estava casat amb Chinh Mai, amb qui va tenir 5 fills. Nguyễn Ngọc Loan va morir de càncer el 14 de juliol de 1998, a l'edat de 67 anys, a Burke (Virginia).